# 9-й набор космонавтов ЦПК ВВС (1988)
9-й набор космонавтов ЦПК ВВС (1988) — зачисление в 1988 году в отряд ЦПК ВВС лётчиков-испытателей ВВС 2-го набора группы космонавтов ГКНИИ ВВС им. В. П. Чкалова из-за задержки в реализации космической программы «Буран».
Все три космонавта этого набора участвовали в космических полётах. Анатолий Арцебарский выполнил один космический полёт, Геннадий Манаков — два, а Виктор Афанасьев совершил четыре космических полёта.

## История
9-й набор космонавтов в отряд ЦПК ВВС являлся не набором, как таковым, а зачислением лётчиков-испытателей из 2-го набора космонавтов группы ГКНИИ ВВС им. В. П. Чкалова в отряд ЦПК ВВС.
В 1985 году в Государственном Краснознаменном научно-испытательном институте ВВС им. В. П. Чкалова (ГКНИИ) были отобраны три лётчика-испытателя для работы по космической программе «Буран»: майор Анатолий Арцебарский, полковник Виктор Афанасьев и подполковник Геннадий Манаков. В июне 1985 года они получили медицинское заключение Центральной врачебно-лётной комиссии и 2 сентября решением Государственной межведомственной комиссии были зачислены в качестве кандидатов в космонавты от ГКНИИ ВВС. С ноября 1985 по май 1987 года они без отрыва от лётно-испытательной работы, прошли общекосмическую подготовку методом сборов в ЦПК им. Ю. А. Гагарина и в мае, после сдачи государственного экзамена, получили квалификацию «космонавт-испытатель».
Новые космонавты планировались к зачислению в сформированную в августе 1987 года группу космонавтов-испытателей 4-го Научно-испытательного управления Чкаловского филиала ГКНИИ ВВС. Однако в связи с тем, что реализация программы «Буран» затягивалась, приказом министра обороны СССР от 8 января 1988 года все трое были зачислены в отряд космонавтов ЦПК ВВС, составив 9-й набор этого отряда.
Все три космонавта этого набора участвовали в космических полётах. Анатолий Арцебарский выполнил один космический полёт, Геннадий Манаков — два, а Виктор Афанасьев совершил четыре космических полёта.

## Список космонавтов 9-го набора ЦПК ВВС
| Список космонавтов 9-го набора ЦПК ВВС (1988 год) | Список космонавтов 9-го набора ЦПК ВВС (1988 год) | Список космонавтов 9-го набора ЦПК ВВС (1988 год) | Список космонавтов 9-го набора ЦПК ВВС (1988 год) | Список космонавтов 9-го набора ЦПК ВВС (1988 год) | Список космонавтов 9-го набора ЦПК ВВС (1988 год) | Список космонавтов 9-го набора ЦПК ВВС (1988 год) | Список космонавтов 9-го набора ЦПК ВВС (1988 год) | Список космонавтов 9-го набора ЦПК ВВС (1988 год) |
| №                                                 | Фотография                                        | ФИО                                               | Дата рождения                                     | Порядковый номер                                  | Профессия и место работы до поступления в отряд   | Данные о полётах | Дата выхода из отряда                             | Примечание                                        |
| ------------------------------------------------- | ------------------------------------------------- | ------------------------------------------------- | ------------------------------------------------- | ------------------------------------------------- | ------------------------------------------------- | --- | ------------------------------------------------- | ------------------------------------------------- |
| 1                                                 |                                                   | Арцебарский Анатолий Павлович                     | 9 сентября 1956 года                              | 71-й космонавт СССР/России                        | ВВС, летчик-испытатель                            | 18.05-10.10.1991 «Союз ТМ-12» — «Мир» | 7 сентября 1993 года                              |                                                   |
| 2                                                 |                                                   | Афанасьев Виктор Михайлович                       | 31 декабря 1948 года                              | 70-й космонавт СССР/России                        | ВВС, летчик-испытатель                            | 02.12.90-26.05.91 «Союз ТМ-11» — «Мир», 08.01-09.07.1994 «Союз ТМ-18» — «Мир», 20.02-28.08.1999 «Союз ТМ-29» — «Мир», 21-31.10.2001 «Союз ТМ-33» — «МКС» — «Союз ТМ-32» | 20 марта 2006 года                                |                                                   |
| 3                                                 |                                                   | Манаков Геннадий Михайлович                       | 1 июня 1950 года                                  | 69-й космонавт СССР/России                        | ВВС, летчик-испытатель                            | 01.08-10.12.1990 «Союз ТМ-10» — «Мир», 24.01-22.07.1993 «Союз ТМ-16» — «Мир»                                                                                            | 20 декабря 1996 года                              | умер 26 сентября 2019 года                        |